# Paymogo
Paymogo ist eine spanische Stadt in der Provinz Huelva in der Autonomen Gemeinschaft Andalusien. 2024 hatte die Gemeinde 1.143 Einwohner. Sie befindet sich in der Comarca Andévalo. 

## Geografie
Paymogo liegt etwa 65 Kilometer nordwestlich von Huelva in einer Höhe von ca. 195 m an der Grenze zu Portugal, die durch den Río Chanza gebildet wird. 

## Geschichte
Gegen Mitte des dreizehnten Jahrhunderts war die Gegend durch den Orden der Tempelritter erobert worden. Der Ortsname geht wohl auf eine portugiesische Verballhornung der lateinischen Begriffe für Weiler (pagus) und Meilen- oder Grenzstein (milius) zurück.

## Bevölkerungsentwicklung
| Jahr      | 1900  | 1920  | 1950  | 1970  | 1980  | 1990  | 2000  | 2010  | 2020  |
| Einwohner | 1.496 | 2.130 | 2.837 | 1.956 | 1.604 | 1.399 | 1.327 | 1.297 | 1.186 |

## Sehenswürdigkeiten
- Reste der burgähnlichen Befestigung
- Magdalenenkirche (Iglesia de Santa María Magdalena), Wehrkirche
- Heilig-Kreuz-Kapelle (Ermita de la Santa Cruz)
- Sebastianuskapelle (Ermita de San Sebastián)

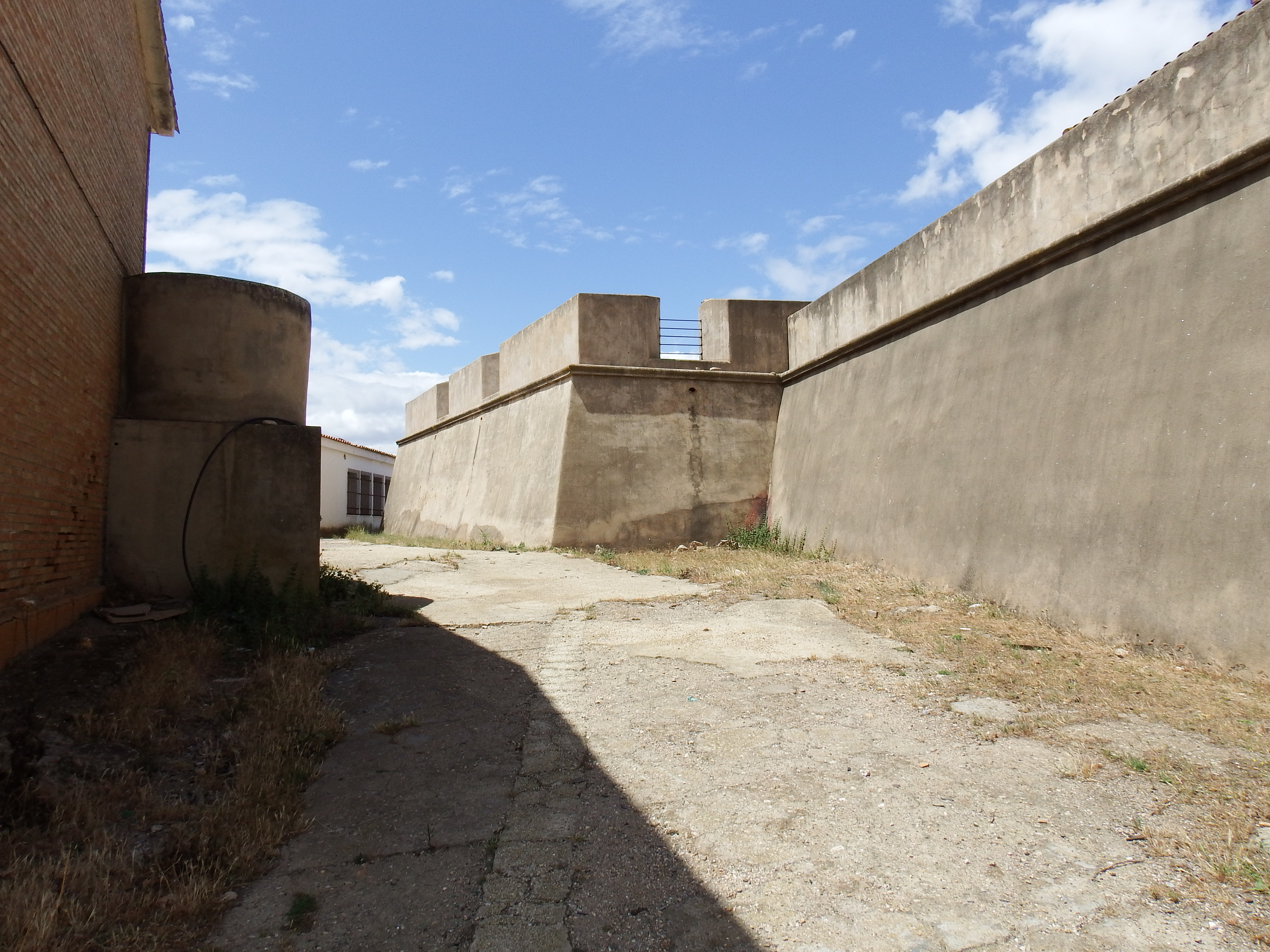
Befestigungsanlagen
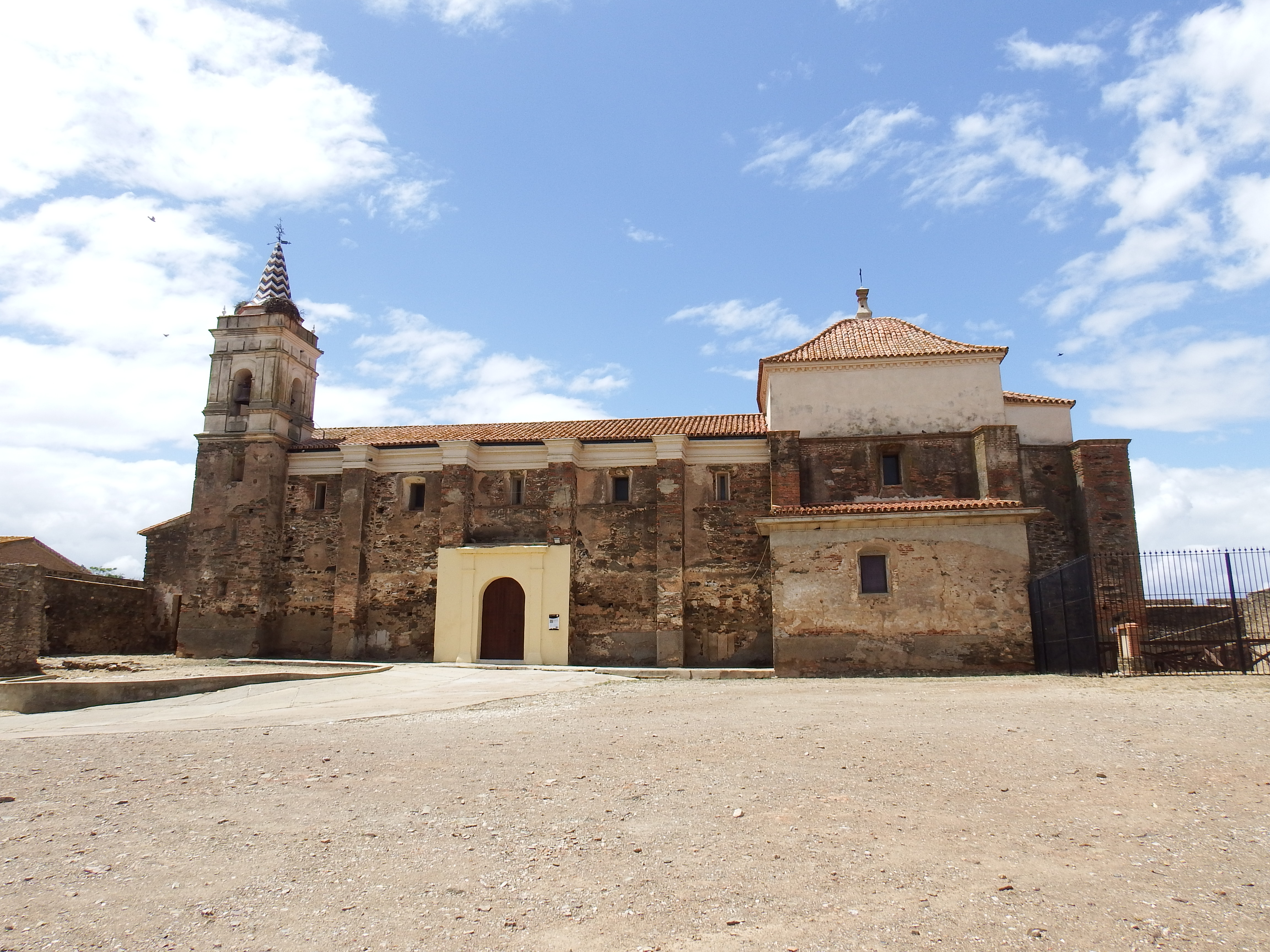
Magdalenenkirche
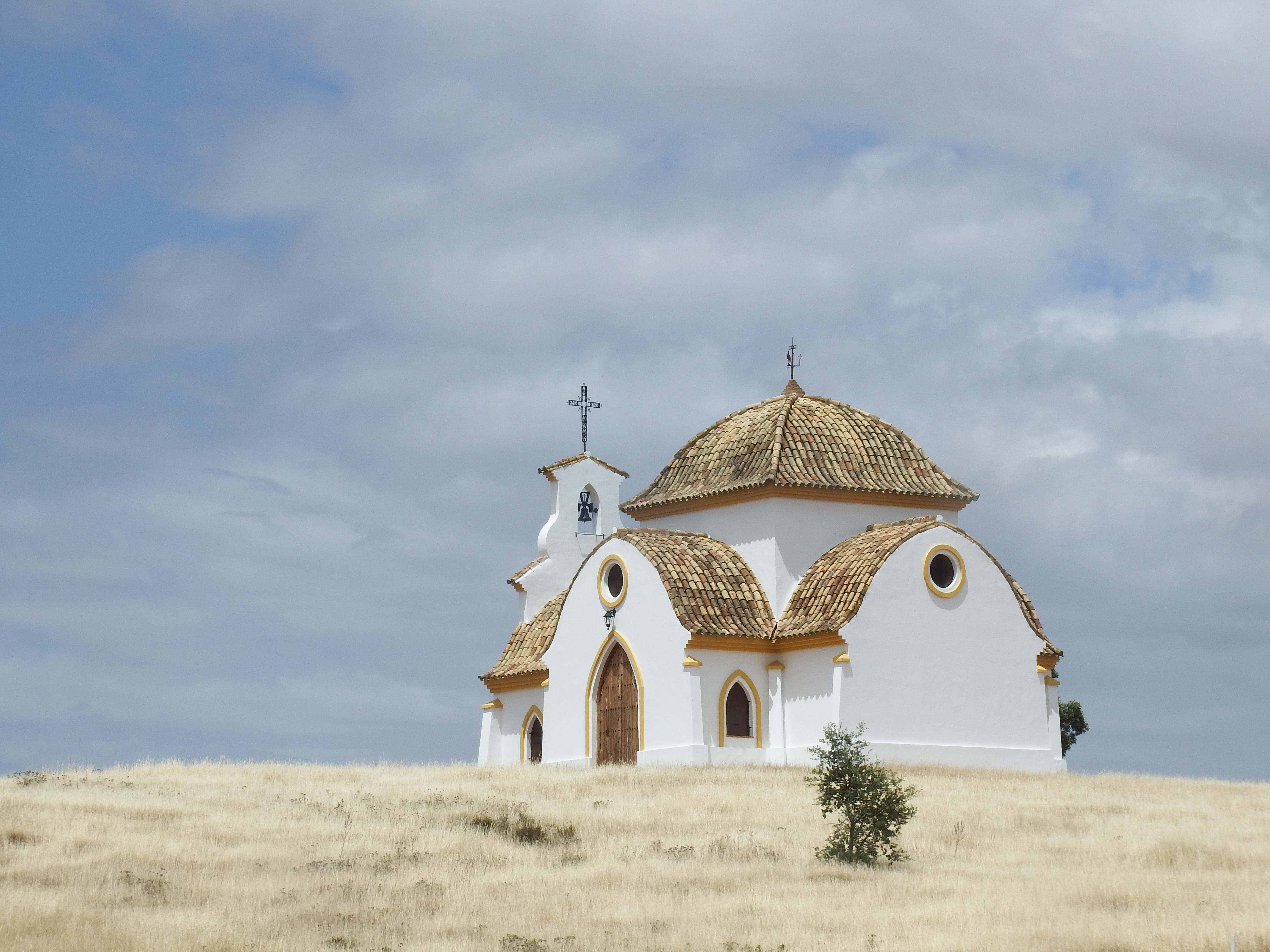
Heilig-Kreuz-Kapelle
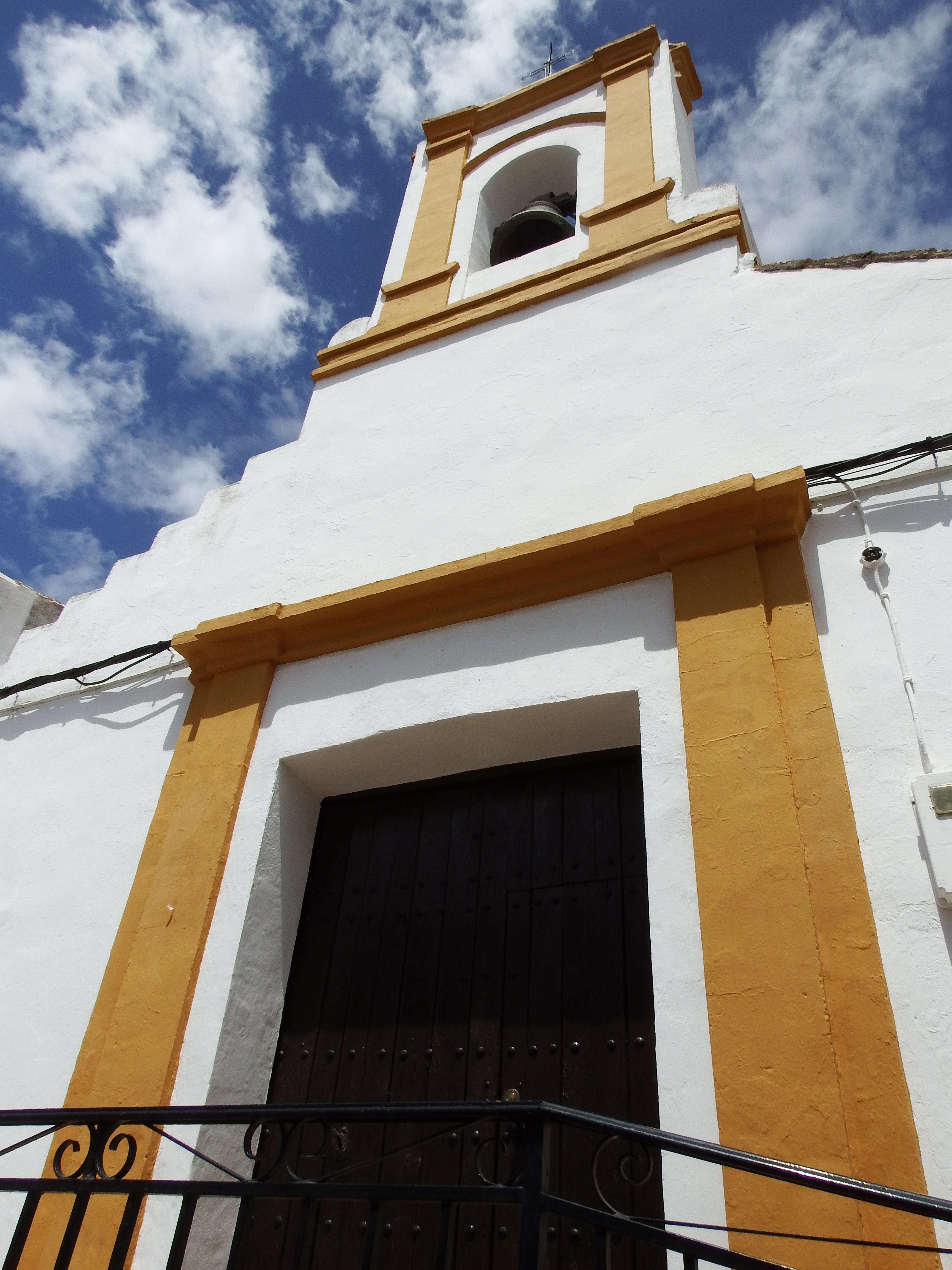
Sebastianuskapelle
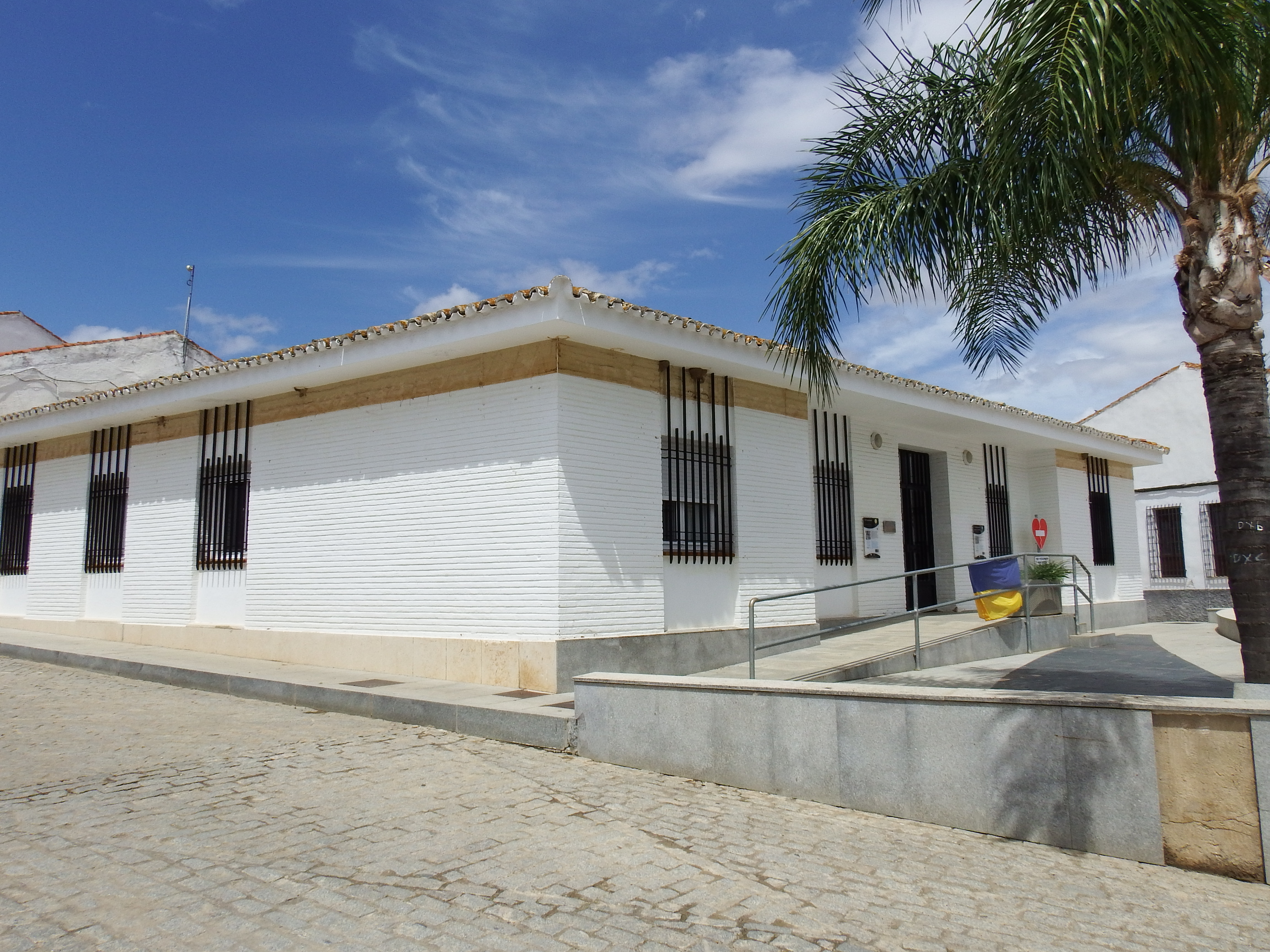
Rathaus